# اوله کریلوف
اوله کریلوف (اوکراینی: Олег Миколайович Кирилов؛ زادهٔ ۷ سپتامبر ۱۹۷۵) بازیکن فوتبال اهل اتحاد جماهیر شوروی سوسیالیستی است.
از باشگاه‌هایی که در آن بازی کرده‌است می‌توان به باشگاه فوتبال نفتخیمیک نیژنکامسک و باشگاه فوتبال متالیست خارکوف اشاره کرد.